# Anders als die Andern
Anders als die Andern (traducido en español: Diferente a los demás) es una película alemana muda de 1919 sobre la homosexualidad que realizó Richard Oswald con la ayuda del Dr. Magnus Hirschfeld, durante la República de Weimar. Se aprovechó que el 12 de noviembre de 1918 se había abolido la censura para rodar lo que se considera una de las primeras películas que representan la homosexualidad de forma positiva. 
El guion fue escrito por Richard Oswald con ayuda del Dr. Magnus Hirschfeld, que también representó un pequeño papel y ayudó a financiar la película a través de su Institut für Sexualwissenschaft. La intención era generar una opinión pública favorable para eliminar el párrafo 175 de las leyes alemanas, el que convertía la homosexualidad en delito. El párrafo 175 era precisamente el que daba pie al argumento de la película.
La fotografía era de Max Fassbender, que dos años antes había colaborado en Das Bildnis des Dorian Gray (El retrato de Dorian Gray), una de las primeras adaptaciones al cine de la obra de Oscar Wilde. El director Richard Oswald se haría famoso más tarde, al igual que su hijo Gert Oswald. Veidt, el protagonista, se convertiría en una estrella del cine al año siguiente del estreno por su actuación en El gabinete del doctor Caligari.
El escándalo que se formó tras su estreno fue una de las razones de que en 1920 se reintrodujera la censura en Alemania. La película fue prohibida ese mismo año, tras lo que sólo médicos e investigadores podían verla. En 1927 Magnus Hirschfeld rodó el documental Gesetze der Liebe (Leyes del amor) y empleó para la parte sobre la homosexualidad una versión cortada de Anders als die Andern. Gesetze der Liebe también fue víctima de la censura; sin embargo, por caminos desconocidos, una copia llegó a Ucrania y se le añadieron subtítulos en ucraniano. Las copias existentes de las películas fueron destruidas por los nazis junto con otras muchas obras "decadentes" tras la llegada de Hitler al poder en 1933. 
El argumento se empleó de nuevo en 1961, en la película británica Victim, que protagonizaba Dirk Bogarde. 
La película se creía perdida hasta que la copia ucraniana fue descubierta en los años 1970 por el museo de la ciudad de Múnich. En 1982 se tomó prestada la copia del museo de Múnich para el 1. SchwulLesbische Filmfest (Primer festival de cine gaylésbico) de Fráncfort del Meno y se leyeron los subtítulos traducidos al alemán. Actualmente se vende una copia restaurada por el museo de Múnich con subtítulos alemanes en formato VHS.

## Argumento
La película comienza con Paul Körner (Conrad Veidt) leyendo en el periódico las esquelas funerarias, que están llenas de suicidios al parecer inexplicables y expuestos de forma vaga. Körner, sin embargo, sabe que el párrafo 175 se esconde detrás de todos ellos - que cuelga sobre los homosexuales alemanes como la espada de Damocles.
Tras esta exposición de la tesis, comienza la línea principal del argumento. Kurt Sivers (Fritz Schulz), un virtuoso del violín, es un acérrimo admirador de Körner y se acerca a él esperando convertirse en su alumno. Körner acepta y comienzan las clases, durante las que se enamoran.
Ambos hombres sufren la desaprobación de sus padres. Ninguno de los dos se lo ha dicho a los padres, pero los de Sivers se oponen a que su hijo ocupe tanto tiempo con el violín y su inusual apasionamiento con Körner. Los de Körner no entienden porque no ha mostrado interés en encontrar a una mujer y fundar una familia. Körner envía sus padres a ver a su mentor, el Dr.  Magnus Hirschfeld.
El doctor aparece varias veces en la película, cada vez para dar discursos pensados más bien para el público que para hacer avanzar la historia. En esta, su primera aparición, les dice a los padres de Körner:

no debéis condenar a vuestro hijo porque sea homosexual, él no debe ser culpado se su orientación. No está mal, ni debería ser un crimen. De hecho, no es ni siquiera una enfermedad, simplemente una forma diferente, y una que es habitual en la naturaleza.

Tras haber dicho a sus padres que es homosexual, Körner y Sivers se ven de forma menos escondida. De paseo por el parque, cogidos de la mano, pasan al lado de un hombre que reconoce a Körner. Más tarde, ese mismo día, cuando Körner está solo, el hombre del parque, Franz Bollek (Reinhold Schünzel) se enfrenta a él y le demanda dinero por su silencio, amenazándolo de revelar la orientación de Sivers.
Körner le paga y le oculta la historia a Sivers. Finalmente, las demandas del chantajista se vuelven demasiado grandes y Körner se niega a pagar. Es de señalar, que la escena en la que Bollek lee la respuesta de Körner transcurre en un bar gay, probablemente la primera vez que un bar gay aparece en pantalla. Bollek decide entrar en la casa de Körner mientras él y Sivers están tocando en un concierto, pero es descubierto por los dos a su vuelta y comienza una pelea. En el transcurso de la pelea Bollek revela que ha estado chantajeando a Körner.
Sivers huye y vive en la pobreza, tratando de sobrevivir solo. Körner se queda solo y, mirando una foto de Sivers, recuerda su pasado.
Su primera memoria es de la escuela primaria, donde él y su amigo Max son descubiertos por el maestro cuando se estaban besando. Körner es expulsado de la escuela. La siguiente memoria es de la universidad y su solitaria vida allí y las crecientes dificultades para hacerse pasar por heterosexual.
Recuerda intentar una terapia hipnótica para curar su homosexualidad, pero acaba descubriendo que sólo es charlatanería. Es entonces cuando se encuentra con un médico (Hirschfeld) que es distinto de los que ha visto hasta el momento. Entre otras cosas le dice:

El amor por alguien de tu mismo sexo no es menos puro que el amor por el sexo opuesto. Esta orientación se puede encontrar en todas las capas de la sociedad y entre personas respetables. Aquellos que dicen lo contrario provienen de la ignorancia y los prejuicios.

Continúa recordando cuando conoció a Bollek por primera vez en un baile de disfraces para gais y cómo tuvieron un affaire, antes de volverse contra él y usar su homosexualidad para hacerle chantaje.
De vuelta al presente, Körner lleva a Else Sivers (Anita Berber), la hermana de Kurt Sivers, a una conferencia sobre la sexualidad alternativa de Hirschfeld. Esta parte de la película abandona por completo la línea argumental, pero permite ver el punto de vista progresista de finales del siglo XIX. El médico habla sobre temas como la homosexualidad, el lesbianismo, los transgénero, la intersexualidad, los peligros de los estereotipos y la idea de que la sexualidad está determinada físicamente más que ser un desorden mental.
Körner denuncia a Bollek por chantaje y consigue que lo arresten. Como venganza, Bollek expone a Körner. Hirschfeld declara a favor de Körner, pero ambos son declarados culpables de sus respectivos crímenes. Bollek es sentenciado a tres años por extorsión. El juez muestra simpatía por Körner y le da la sentencia más leve posible: una semana.
Se le permite volver a casa antes de comenzar su condena. Sus antiguos amigos y los desconocidos le rehúyen por igual y ya no encuentra empleo. Incluso su familia le dice que sólo hay una salida honorable. Se suicida tomando un puñado de pastillas.
Sivers acude rápidamente a su lado, pero Körner yace muerto. Los padres de Körner echan la culpa a Sivers de lo que ha pasado, pero Else rápidamente se lo reprocha. Entre tanto, Sivers intenta suicidarse también, pero Hirschfeld se lo impide y da su discurso final:

Debes seguir vivo; vive para cambiar los prejuicios por los que este hombre se ha convertido en una de las incontables víctimas... Deber restaurar el honor de este hombre y llevarle justicia, y a todos aquellos que vinieron antes de él y a todos los que vendrán después de él. ¡Justicia a través del conocimiento!

La película cierra con un libro de leyes alemán abierto en la página del parágrafo 175: un pincel guiado por una mano tacha el parágrafo.

## Reparto
- Conrad Veidt - Paul Körner
- Leo Connard - padre de Körner
- Ilse von Tasso-Lind - hermana de Körner
- Alexandra Willegh - madre de Körner
- Ernst Pittschau - cuñado de Körner
- Fritz Schulz - Kurt Sivers
- Wilhelm Diegelmann - padre de Sivers
- Clementine Plessner - madre de Sivers
- Anita Berber - Else Sivers
- Reinhold Schünzel - Franz Bollek
- Helga Molander - Sra. Hellborn
- Magnus Hirschfeld - Arzt (doctor)
- Karl Giese - Paul Körner als Schüler